# Орлов, Тимофей Николаевич
Тимофей Николаевич Орлов (15 февраля 1915, Большое Чаусово, Тобольская губерния — 26 декабря 1943, Заболотье, Витебская область) — майор Рабоче-крестьянской Красной Армии, участник Советско-финляндской и Великой Отечественной войны, Герой Советского Союза (1944).

## Биография
Тимофей Орлов родился 15 февраля 1915 года в крестьянской семье в селе Большое Чаусово Мало-Чаусовской волости Курганского уезда Тобольской губернии, ныне село входит в Кетовский муниципальный округ Курганской области. Русский.
Окончив 4 класса в селе Большое Чаусово, работал в колхозе «Первое мая».
В 1937—1940 годах проходил службу в Рабоче-крестьянской Красной Армии, окончил школу младших командиров. Участвовал в боях советско-финляндской войны, командовал стрелковым отделением. После завершения войны с Финляндией в звании сержанта был направлен на командирские курсы усовершенствования командного состава. Успешно их окончил и, отслужив положенный срок, вернулся в родное село. Работал бригадиром полеводческой бригады.
В июне 1941 года повторно был призван в армию и направлен на фронт. 9 сентября 1941 года получил лёгкое ранение, 27 декабря 1941 года был тяжело ранен.
С 1942 года член ВКП(б).
К ноябрю 1943 года майор Орлов был заместителем командира 787-го стрелкового полка 222-й стрелковой дивизии 33-й армии Западного фронта.
Особо отличился во время боев в ноябре-декабре 1943 года по освобождению Белоруссии. Вот как эти события описаны в Наградном листе Тимофея Николаевича:
В период наступательных боев с 11 ноября 1943 года при прорыве сильно укрепленной полосы (обороны) противника в районе деревни Красная Слобода Дубровенского района Витебской области (в Наградном листе ошибочно указана Могилевская область, но согласно Журналу боевых действий видно, что в этот период 222 стрелковая дивизия вела боевые действия в 10-ти километрах восточнее города Дубровно Витебской области. На второй странице Наградного листа уже указано правильно - Витебская область), благодаря умелому и четкому руководству стрелковыми подразделениями, во взаимодействии с приданными огневыми точками батарей, обеспечил быстроту прорыва обороны противника с нанесением последнему крупного урона в живой силе и технике, одновременно развив успех наступательных действий наших подразделений.

При переходе противника, с превосходящими силами, танками и самоходными орудиями, в контратаку, товарищ Орлов умелым сочетанием всех родов войск, своей беззаветной храбростью, презирая смерть, обеспечил отражение двенадцати контратак, и при этом уничтожив около 500 фашистских солдат и офицеров с их техникой.
Вот еще один эпизод из боевого пути Тимофея Николаевича, так же описанный в Наградном листе:
Товарищ Орлов в период прорыва обороны противника в районе деревни Красная Слобода Дубровенского района Витебской области 15 ноября 1943 года, находясь в траншее противника, в то время, когда над ним стоял "Фердинанд" (В этом регионе "Фердинандов" не было. Вероятно это была какая-нибудь иная Самоходная артиллерийская установка, либо танк.), имея телефонную связь командира полка корректировал вызванный на себя артиллерийский огонь, чем лично обеспечил отражение сильной контратаки противника с большими для него потерями. Во всех последующих боях проявлял исключительную храбрость и геройство при выполнении боевых задач.

За особо выдающиеся подвиги в борьбе с немецкими захватчиками, и проявленные при этом исключительные отвагу и мужество, ДОСТОИН присвоения звания Герой Советского Союза.
23 декабря 1943 года 222-я стрелковая дивизия прорвала немецкую оборону, овладела деревней Тулово Витебской области и, продолжив наступление, освободила деревни Гайдуки и Ганьково, уничтожив более 300 вражеских солдат и офицеров. 25 декабря 787-й стрелковый полк из района южнее деревни Тешки продолжил наступление, успешно перерезал железную дорогу Витебск — Смоленск и овладев станцией и деревней Копти (бел. Копці (Дубровенскі раён)) вышел в район южнее деревни Пузенки. В тот же день он разгромил крупную вражескую колонну, нанеся немецким войскам большие потери. В том бою Тимофей Николаевич Орлов получил тяжёлое сквозное осколочное ранение левого бедра с повреждением кости, от которого скончался 25 декабря или 26 декабря 1943 года в госпитале в деревне Заболотье (бел. Забалацце (Лёзненскі сельсавет)) Лиозненского сельсовета Лиозненского района Витебской области Белорусской ССР, ныне Республики Беларусь.
Похоронен в индивидуальной могиле № 206 Военного кладбища (бел. Вайсковыя могілкі (Стасева)) в деревне Стасево (бел. Стасева) Лиозненского сельсовета Лиозненского района Витебской области Белорусской ССР, ныне агрогородок того же сельсовета, района и  области Республики Беларусь.
Указом Президиума Верховного Совета СССР от 3 июня 1944 года за «образцовое выполнение боевых заданий командования на фронте борьбы с немецкими захватчиками и проявленные при этом мужество и героизм» майор Тимофей Орлов посмертно был удостоен высокого звания Героя Советского Союза.

## Награды
- Герой Советского Союза, 3 июня 1944 года[3]
  - Орден Ленина
  - Медаль «Золотая Звезда»
- Орден Красного Знамени, 22 августа 1943 года[5]
- Орден Отечественной войны II степени, 14 апреля 1943 года[6]
- Медаль «За отвагу», 8 октября 1942 года[7]

## Память
- В честь Орлова названа улицы в городе Кургане (до 21 апреля 1965 года — ул. 2-я Заводская)[8]; в селе Большое Чаусово Курганской области и в городском посёлке Лиозно Витебской области.
- Упомянут на обелиске в селе Большое Чаусово Кетовского муниципального округа Курганской области — 55°30′37″ с. ш. 65°23′16″ в. д.HGЯO
- Мемориальнаые доски:
  - город Курган, ул. Орлова, 46[9] — 55°26′53″ с. ш. 65°22′00″ в. д.HGЯO
  - село Большое Чаусово Кетовского муниципального округа Курганской области, ул. Орлова, 15 — 55°30′37″ с. ш. 65°23′17″ в. д.HGЯO
- МКОУ «Большечаусовская основная общеобразовательная школа имени Героя Советского Союза Орлова Т.Н.», имя присвоено 24 мая 2009 года, село Большое Чаусово, ул. Молодёжная, 15

## Семья
Отец Николай Орлов, мать Прасковья Терентьевна. Жена А.Ф. Пивоварова.